# Es'hailSat Qatar Satellite Company
Die Es'hailSat Qatar Satellite Company, kurz Es'hailSat ist ein Kommunikationssatellitenbetreiber mit Sitz in Doha, Katar. Es’hailSat wurde 2010 mit dem Ziel gegründet, die Präsenz von  Katar im Weltraum zu managen und auszubauen. Das Unternehmen bietet Satellitendienste für Rundfunkveranstalter, Unternehmen und Regierungen in der MENA-Region und darüber hinaus an.
Mit dem Anspruch, ein globaler Satellitenbetreiber und -dienstanbieter zu sein, hat Es’hailSat 2013 den ersten Satelliten Es'hail 1 bei 25,5° Ost in Betrieb genommen und überträgt Rundfunkanstalten der Region. Es’hail-2, der zweite Satellit des Unternehmens, wurde 2018 gestartet und Anfang 2019 auf der Orbitalposition 26° Ost in Betrieb genommen. Mit seiner Ku- und Ka-Band-Kapazität auf den Hotspot-Positionen bei 25,5° Ost und 26° Ost kann Es’hailSat die Region mit Datendiensten, Rundfunk, Telekommunikation und Breitband versorgen.